# Dance into the Light
Dance into the Light (englisch für „in das Licht tanzen“ oder „tanze in das Licht“) ist das sechste Studioalbum des britischen Sängers Phil Collins. Es erschien im Oktober 1996 und erreichte Platz eins der deutschen Charts und in der Schweiz sowie Platz 4 in Großbritannien.

## Hintergrund
Erstmals seit No Jacket Required brachte Collins 1985 ein Upbeat-Dancealbum heraus. Mit The Times They Are a-Changin’ war eine Coverversion eines Songs von Bob Dylan enthalten.

## Kritik
- Die Website Allmusic schrieb: The remainder of the album is pleasant, but offers no distinctive melodies, which means that the albums sounds fine while it’s on, but leaves nothing behind once it’s finished. („Der Nachgeschmack des Albums ist zufriedenstellend, bietet aber keine ausgefeilten Melodien an, was bedeutet, dass das Album gut klingt, während es läuft, aber nichts zurücklässt, wenn es zu Ende ist.“) Das Album bekam 2,5 von fünf Sternen.[1]
- Entertainment Weekly vergab die Bewertung C+. David Browne schrieb: As always, Collins is never less than melodic, but for a record meant to convey his newfound freedom – from Genesis and his wife – both the music and his delivery are oddly dry and passionless. („Wie immer ist Collins auch hier stets überdurchschnittlich melodisch, aber für eine Platte, die seine neugefundene Freiheit unter Beweis stellen soll – von Genesis und seiner Frau – sind sowohl die Musik als auch die Darbietung merkwürdig trocken und leidenschaftslos.“[2])

## Titelliste
1. Dance into the Light – 4:23
2. That’s What You Said – 4:22
3. Lorenzo – 5:52
4. Just Another Story 6.24
5. Love Police – 4:08
6. Wear My Hat – 4:33
7. It’s in Your Eyes – 3:01
8. Oughta Know by Now – 5:27
9. Take Me Down – 3:21
10. The Same Moon – 4:13
11. River So Wide – 4:55
12. No Matter Who – 4:47
13. The Times They Are a-Changin’ – 5:07

## Kommerzieller Erfolg

### Chartplatzierungen
| ChartsChartplatzierungen       | Höchstplatzierung | Wochen |
| ------------------------------ | ----------------- | ------ |
| Deutschland (GfK)              | 1 (26 Wo.)        | 26     |
| Österreich (Ö3)                | 2 (18 Wo.)        | 18     |
| Schweiz (IFPI)                 | 1 (20 Wo.)        | 20     |
| Vereinigte Staaten (Billboard) | 23 (20 Wo.)       | 20     |
| Vereinigtes Königreich (OCC)   | 4 (17 Wo.)        | 17     |

| ChartsJahrescharts (1996) | Platzierung |
| ------------------------- | ----------- |
| Deutschland (GfK)         | 29          |
| Österreich (Ö3)           | 37          |

| ChartsJahrescharts (1997) | Platzierung |
| ------------------------- | ----------- |
| Deutschland (GfK)         | 71          |

### Auszeichnungen für Musikverkäufe
| Land/Region                  | Auszeichnungen für Musikverkäufe (Land/Region, Auszeichnung, Verkäufe) | Verkäufe    |
| ---------------------------- | ---------------------------------------------------------------------- | ----------- |
| Australien (ARIA)            | Gold                                                                   | 35.000      |
| Belgien (BRMA)               | Gold                                                                   | 25.000      |
| Deutschland (BVMI)           | Platin                                                                 | 500.000     |
| Europa (IFPI)                | Platin                                                                 | (1.000.000) |
| Frankreich (SNEP)            | 2× Gold                                                                | 200.000     |
| Kanada (MC)                  | Platin                                                                 | 100.000     |
| Norwegen (IFPI)              | Gold                                                                   | 25.000      |
| Österreich (IFPI)            | Gold                                                                   | 25.000      |
| Polen (ZPAV)                 | Gold                                                                   | 50.000      |
| Schweiz (IFPI)               | Platin                                                                 | 50.000      |
| Spanien (Promusicae)         | Platin                                                                 | 100.000     |
| Vereinigte Staaten (RIAA)    | Gold                                                                   | 500.000     |
| Vereinigtes Königreich (BPI) | Gold                                                                   | 100.000     |
| Insgesamt                    | 9× Gold · 5× Platin ·                                                  | 1.710.000   |

Hauptartikel: Phil Collins/Auszeichnungen für Musikverkäufe